# Hósvík
Hósvík (dánsky Thorsvig) je vesnice se 337 obyvateli na Faerských ostrovech. Leží na ostrově Streymoy. Dříve byla vesnice samostatnou obcí, ale od roku 2005 administrativně spadá pod obec Sunda, s kterou se sloučila spolu s dalšími obcemi. Ve vesnici je kostel z roku 1929.